# Pavići
Pavići är en ort i Bosnien och Hercegovina.   Den ligger i entiteten Republika Srpska, i den nordvästra delen av landet, 140 km nordväst om huvudstaden Sarajevo. Pavići ligger 661 meter över havet och antalet invånare är 281.
Terrängen runt Pavići är kuperad, och sluttar norrut. Närmaste större samhälle är Peći, 13,2 km väster om Pavići. 
Omgivningarna runt Pavići är en mosaik av jordbruksmark och naturlig växtlighet. Runt Pavići är det ganska tätbefolkat, med 67 invånare per kvadratkilometer.